# Transmisión mecánica

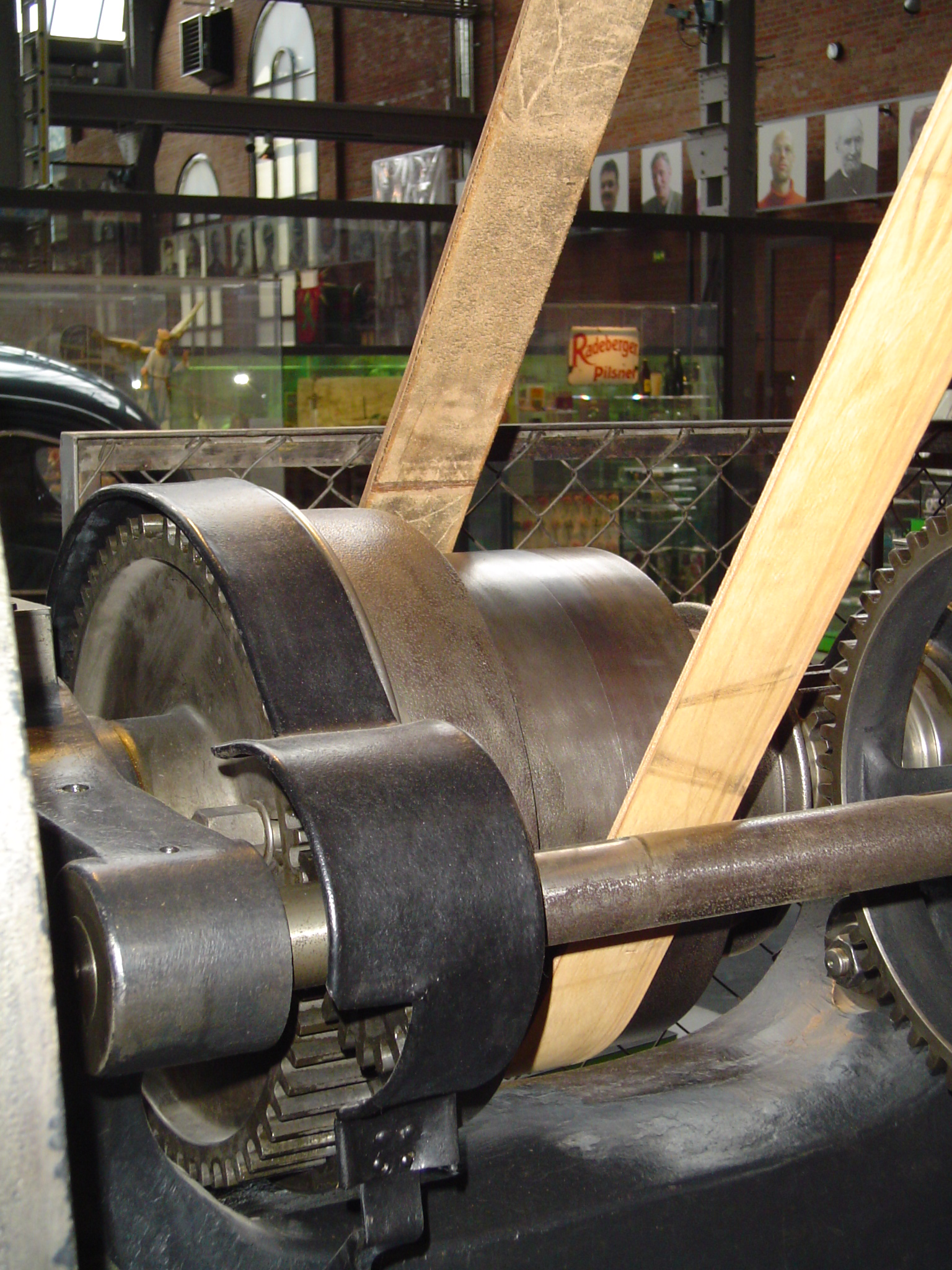
Transmisión con correa en una instalación industrial

Se denomina transmisión mecánica a un mecanismo encargado de transmitir potencia entre dos o más elementos dentro de una máquina. Son parte fundamental de los elementos u órganos de una máquina, muchas veces clasificados en uno de los dos subgrupos fundamentales, los elementos de transmisión propiamente dichos y los elementos de sujeción.
En automoción, el término "transmisión" se aplica a todo el sistema de transmisión mecánica, incluido el embrague, la caja de cambios, el eje de propulsión (para vehículos con tracción trasera), el diferencial y los ejes de transmisión final. Sin embargo, coloquialmente también se usa para referirse simplemente a la caja de cambios de un vehículo.

## Historia

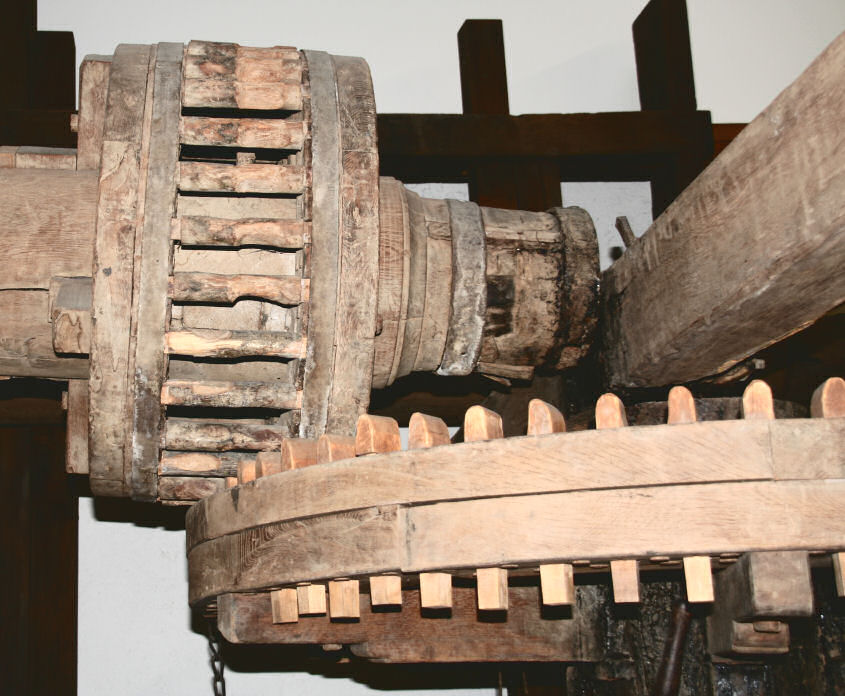
Transmisión antigua

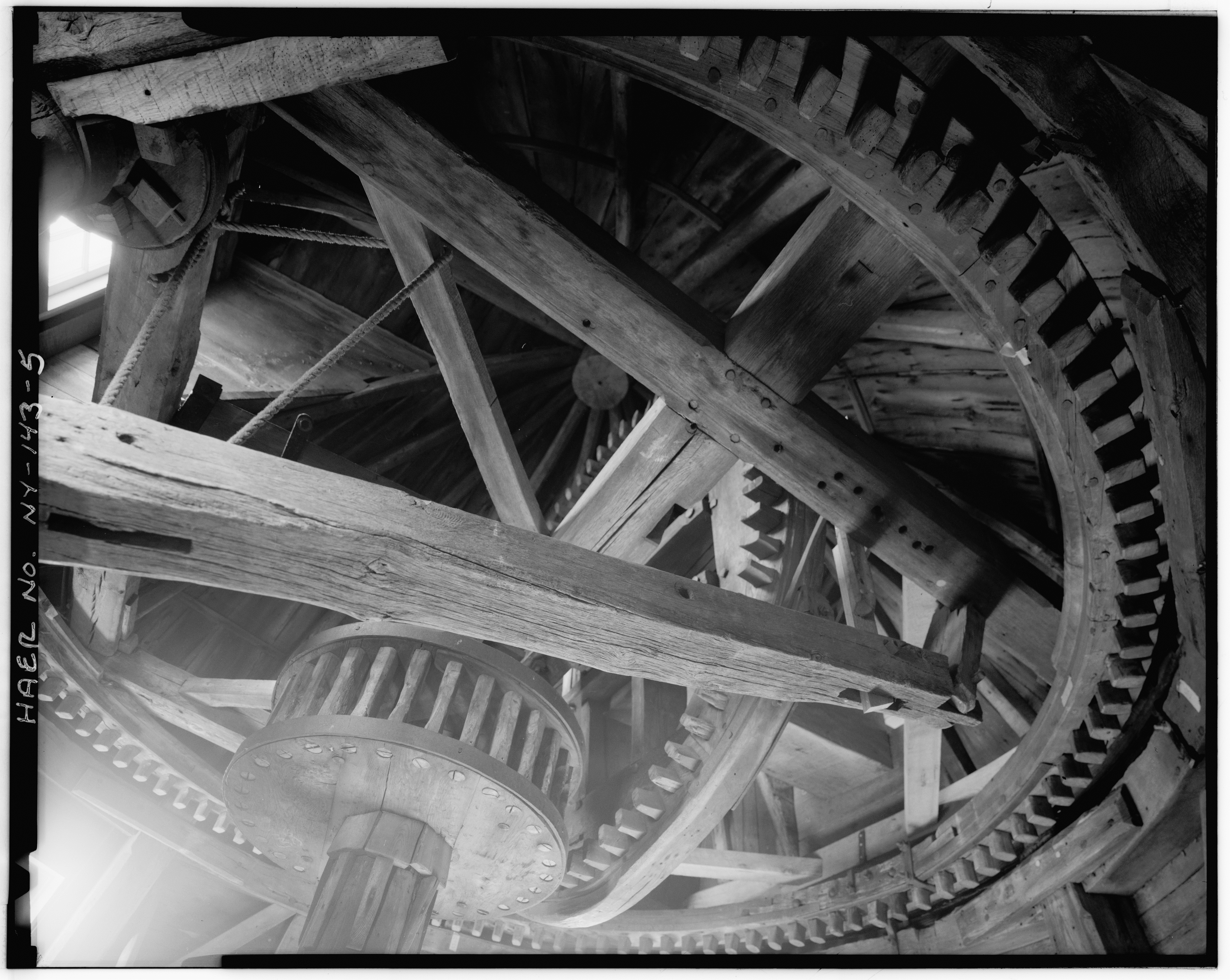
Vista interior del molino de viento Pantigo. De abajo a arriba: rejilla de la tapa, rueda de freno, freno y balancín. El molino está ubicado en James Lane, East Hampton, condado de Suffolk, Long Island, Nueva York

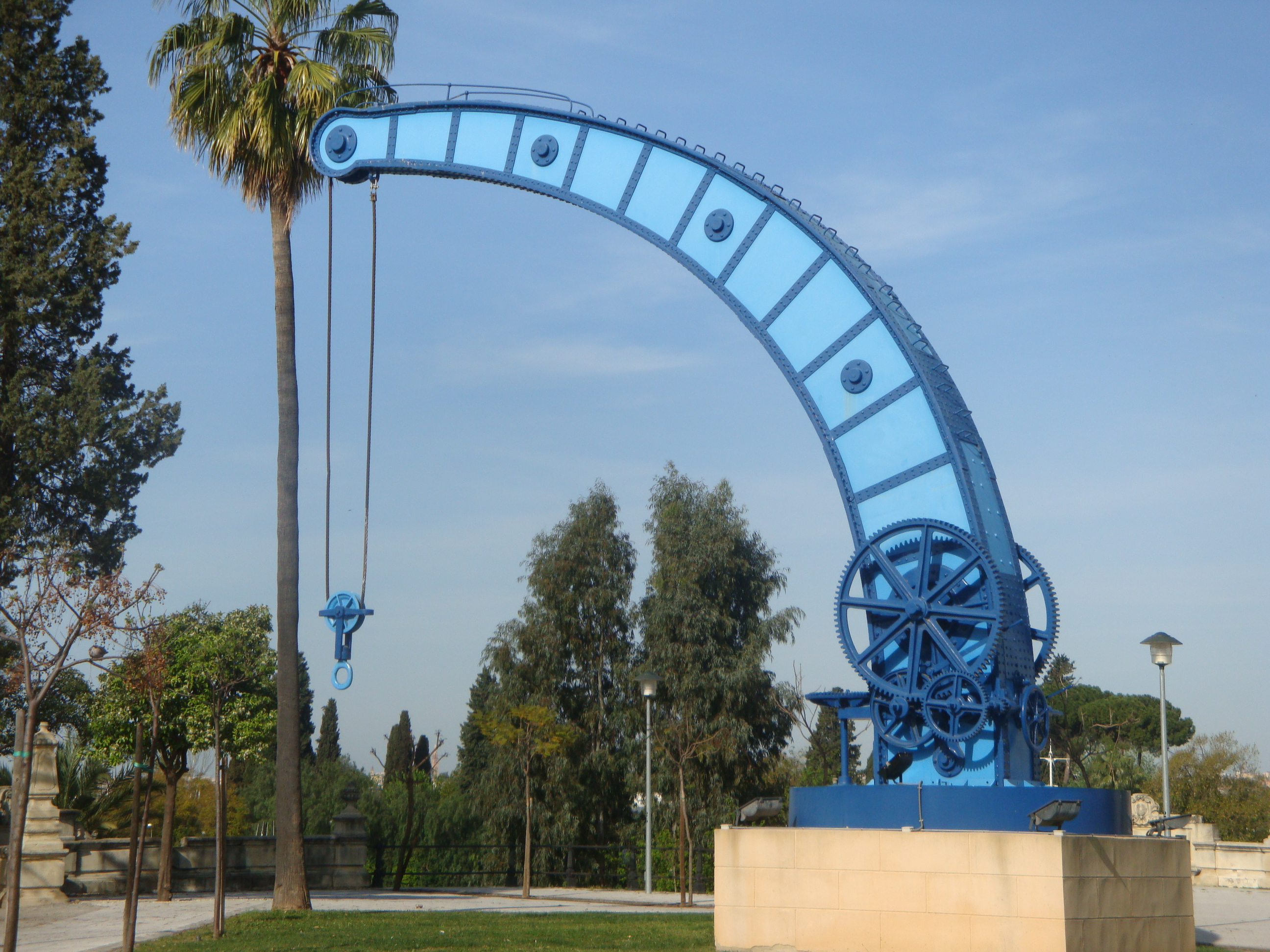
Antigua grúa accionada con engranajes ubicada en el puerto de Sevilla

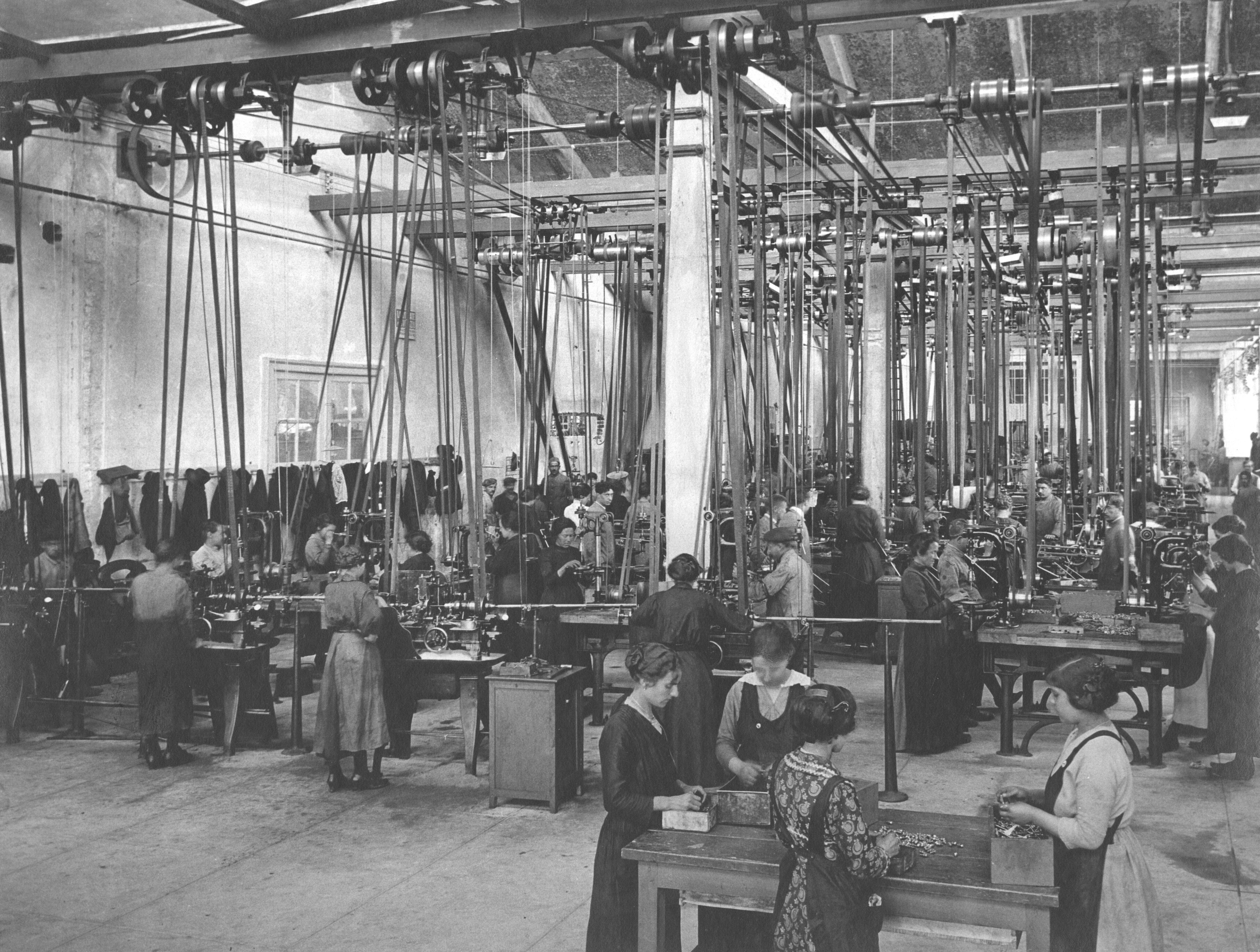
Factoría accionada mediante poleas

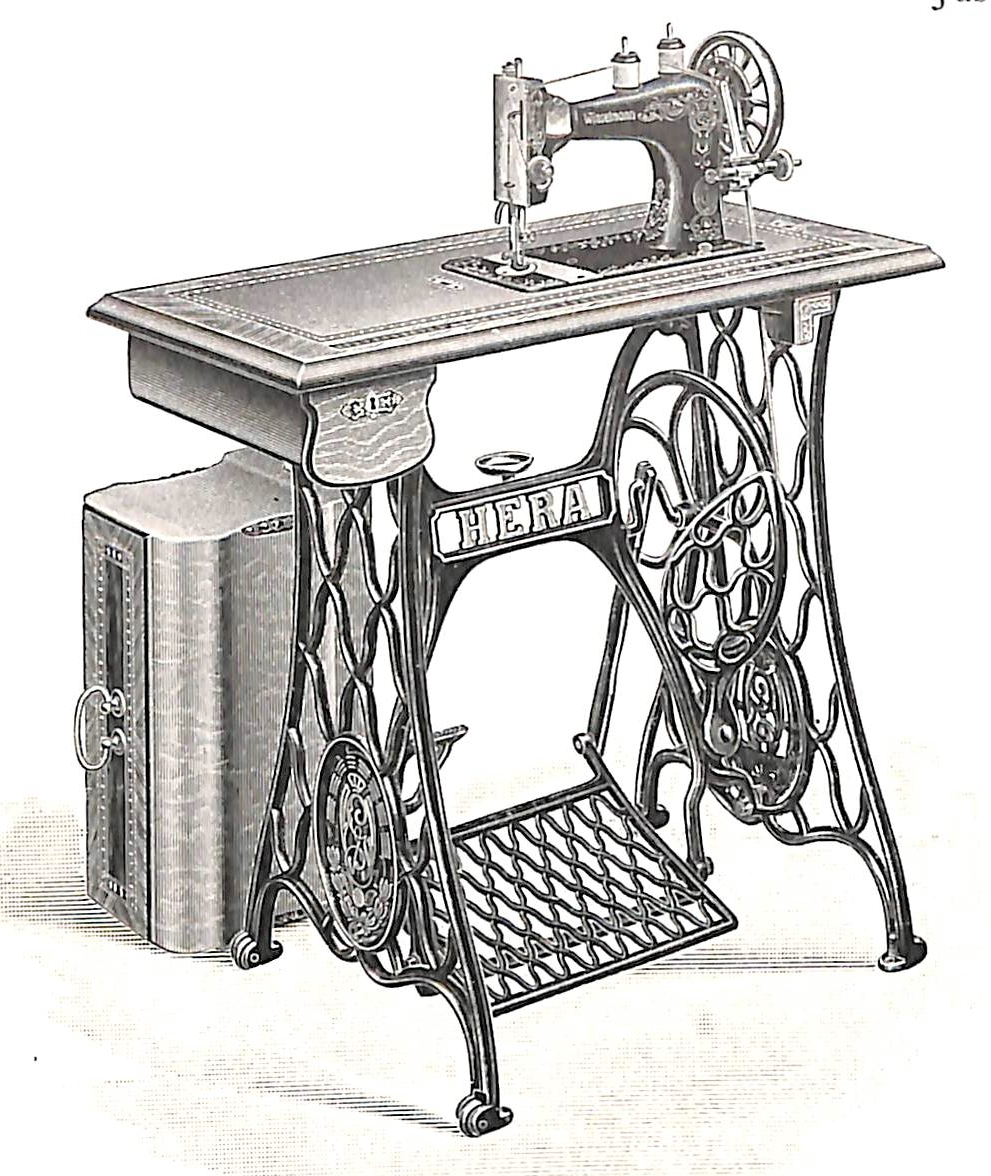
Transmisión por poleas y correa del accionamiento de una antigua máquina de coser

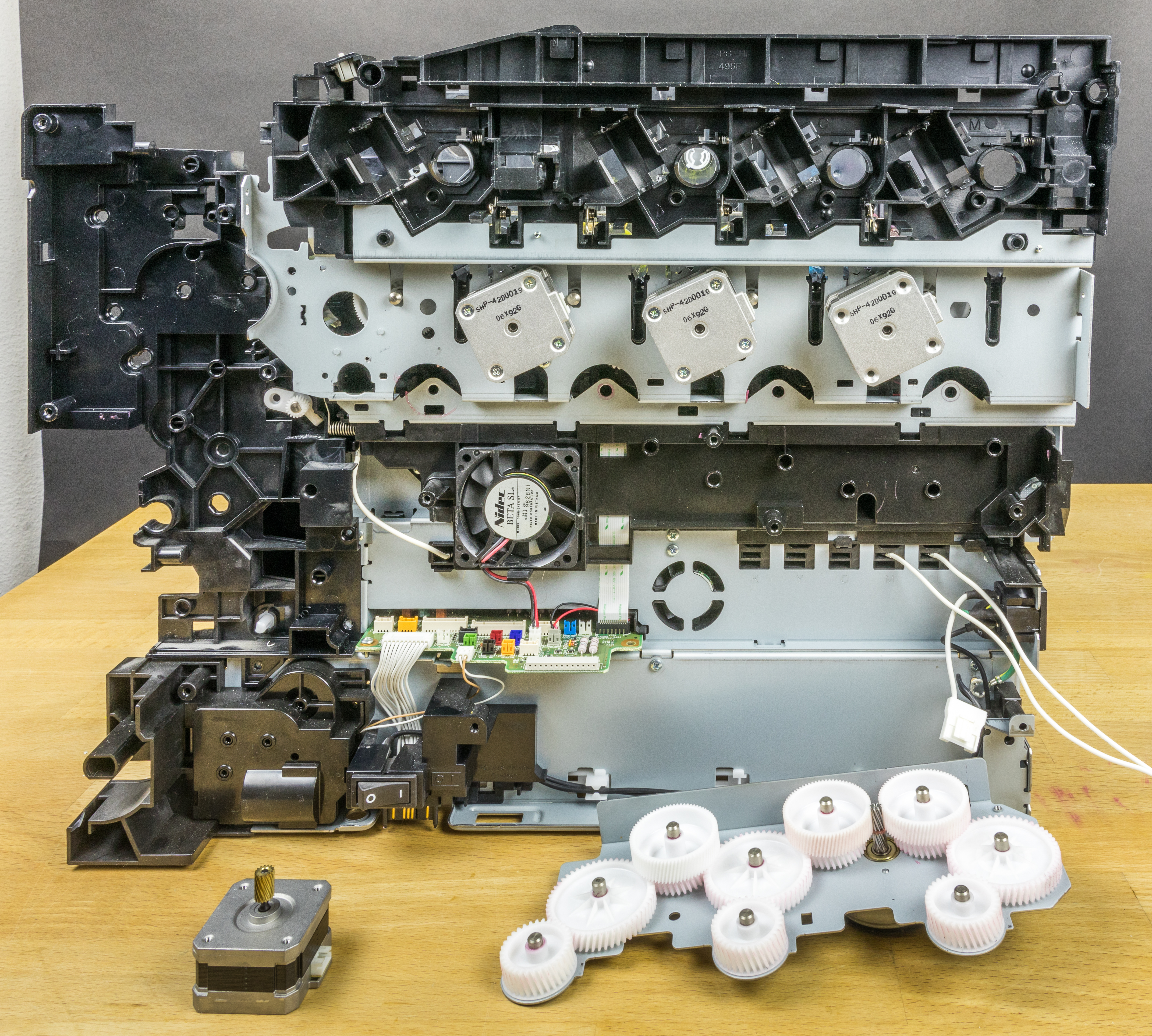
Mecanismo interior de una impresora Kyocera

Aunque se han encontrado algunos restos arqueológicos (como el mecanismo de Anticitera)
 que atestiguan que al menos en el siglo II a. C. se conocían los engranajes dentados en la Grecia antigua, no se dispone de evidencias que demuestren que los pueblos de la antigüedad dispusieran engranajes en sus máquinas, compuestas fundamentalmente de elementos más simples como palancas, poleas o tornos.
En China se han hallado engranajes helicoidales tallados en madera en una tumba real en la ciudad china de Shensi, que datan del año 50 d. C. No sería hasta el siglo III cuando en la antigua Roma se comenzó a emplear engranajes en los molinos y sistemas de bombeo utilizados en la minería.
Las primeras transmisiones incluían unidades para transferir la rotación entre ejes dispuestos en ángulo recto y distintos tipos de engranajes, y fueron utilizadas en molinos de viento o fluviales, y en dispositivos arrastrados por animales de tiro, que accionaban máquinas como bombas hidráulicas, equipos de molienda o grúas. Es posible que esta tecnología se preservara en el mundo islámico hasta el siglo XIII.
Al comienzo del Renacimiento ya se disponía en Europa de los rudimentos de las transmisiones mecánicas, utilizadas en relojes destinados a edificios públicos como las catedrales. Figuras destacadas como Leonardo da Vinci (que diseñó una primitiva caja de cambios con una pieza cónica y otra cilíndrica) o el astrónomo danés Olaf Roemer estudiaron en sus tratados distintos tipos de transmisiones mecánicas.
Ya en el siglo XIX, figuras como los británicos Robert Willis (considerado uno de los primeros ingenieros mecánicos) o Christian Schiele, desarrollaron la tecnología necesaria para producir los engranajes de precisión que permitieron la creación de todo tipo de máquinas vinculadas con el perfeccionamiento de la máquina de vapor y el auge de la revolución industrial, la producción en masa de relojes, la fabricación de instrumentos científicos de gran exactitud, o el diseño de los primeros motores de explosión. En esta época, era habitual que la maquinaria de las plantas industriales fuese accionada mediante sistemas de transmisión de poleas y correas, dispuestas sobre una serie de ejes horizontales suspendidos del techo del taller, que a su vez eran impulsadas por una máquina de vapor o una rueda hidráulica.
El comienzo del siglo XX vio la progresiva popularización de los automóviles con motores de combustión interna, en cuyas transmisiones (primero con correas, luego con cadenas y finalmente con ejes) la caja de cambios se convirtió en un elemento imprescindible. El perfeccionamiento de la metalurgia permitió la creación de las primeras transmisiones manuales modernas, y ya en una fecha tan temprana como 1903, el industrial francés André Citroën inventó los innovadores engranajes helicoidales dobles. La primera caja de cambios manual sincronizada apareció en un Cadillac en 1929, y en 1940 General Motors introdujo el sistema Hydramatic, la primera transmisión completamente automática que utilizaba un convertidor de par hidráulico. Durante el resto del siglo XX, aparecieron algunos nuevos sistemas, como la transmisión variable continua desarrollada por DAF en los Países Bajos. Su transmisión Variomatic se usó en varios vehículos construidos por DAF y Volvo hasta la década de 1980, y posteriormente encontró aplicación en las motocicletas ligeras.
En el campo del ferrocarril, la progresiva sustitución de las máquinas de vapor por locomotoras diésel en líneas no electrificadas, propició la aparición de las transmisiones diésel-hidráulicas y de las transmisiones diésel-eléctricas (que no son estrictamente transmisiones mecánicas), debido a la dificultad de transmitir grandes potencias de tracción mediante embragues de fricción convencionales.
Al comienzo del siglo XXI, la creciente tendencia a sustituir los vehículos con motor de explosión por motores eléctricos, permite aventurar la progresiva desaparición de las cajas de cambios mecánicas en los automóviles, debido a la capacidad de los motores eléctricos de ajustar su par modificando la intensidad de la corriente eléctrica que se les suministra. De hecho, la Unión Europea ha previsto que en 2035 todos los automóviles vendidos en su territorio sean eléctricos.
En cualquier caso, los sistemas de transmisión mecánica van a seguir formando parte de numerosas máquinas que desplazan objetos de forma preferentemente lineal, en las que debe asegurarse el sincronismo exacto entre distintas partes en movimiento, como impresoras e impresoras 3D, grúas y maquinaria de construcción, robótica, y todo tipo de máquinas dedicadas industrialmente al procesado o al embalaje de diversos productos, especialmente alimentarios.

## Consideraciones generales

Engranaje reductor simple

Transmisión de un molino de viento utilizado como bomba hidráulica

En la gran mayoría de los casos, estas transmisiones se realizan a través de elementos rotativos, ya que la transmisión de energía por rotación requiere mucho menos espacio que cuando se realiza por traslación.
Una transmisión mecánica es una forma de intercambiar energía mecánica distinta a las transmisiones neumáticas o hidráulicas, ya que para ejercer su función emplea el movimiento de cuerpos sólidos, como lo son los engranajes y las correas de transmisión.
Típicamente, la transmisión cambia la velocidad de rotación de un eje de entrada, lo que resulta en una velocidad de salida diferente. En la vida diaria las transmisiones se asocian habitualmente con los automóviles. Sin embargo, se emplean en una gran variedad de aplicaciones, algunas de ellas estacionarias. Las transmisiones primitivas comprenden, por ejemplo, reductores y engranajes en ángulo recto en molinos de viento o agua y máquinas de vapor, especialmente para tareas de bombeo, molienda o elevación (norias).
En general, las transmisiones reducen una rotación inadecuada con alta velocidad y bajo par motor del eje de salida del impulsor primario a una velocidad más baja con par de giro más alto, o a la inversa. Muchos sistemas, como las transmisiones empleadas en los automóviles, incluyen la capacidad de seleccionar alguna de varias relaciones diferentes gracias al empleo de una caja de cambios, un conjunto de engranajes y reductores de velocidad que permite regular la relación de la velocidad de rotación y del momento entre dos dispositivos giratorios, como el motor y las ruedas de un vehículo. En estos casos, la mayoría de las relaciones (llamadas usualmente «marchas» o «cambios») se emplean para reducir la velocidad de salida del motor e incrementar el par de giro; aunque las relaciones más altas pueden ser sobremarchas que aumentan la velocidad de salida.
Su uso más común es en vehículos motorizados, donde la transmisión adapta la salida del motor de combustión interna a las ruedas motrices. Dichos motores deben operar a una velocidad de rotación relativamente alta, una circunstancia inadecuada cuando el vehículo debe arrancar, parar o circular a baja velocidad. La transmisión reduce la velocidad más alta del motor a la velocidad más lenta de las ruedas, aumentando el par de giro en el proceso. Las transmisiones también se utilizan en bicicletas, en máquinas fijas y allá donde sea necesario adaptar diferentes velocidades de rotación y pares.
A menudo, una transmisión tiene múltiples relaciones de transmisión (o simplemente "engranajes") con la capacidad de cambiar entre ellas a medida que varía la velocidad. Esta conmutación puede realizarse manualmente (por el operador) o automáticamente (por una unidad de control). También se suele poder controlar el sentido de giro (adelante y atrás). Además, existen transmisiones de relación única, que simplemente cambian la velocidad y el par (y, a veces, la dirección) de la salida del motor.
También se emplean transmisiones en equipamiento naval, agrícola, industrial, de la construcción y de la minería. Adicionalmente a las transmisiones convencionales basadas en engranajes, estos dispositivos suelen emplear transmisiones hidrostáticas y accionadores eléctricos de velocidad ajustable. Entre los mecanismos alternativos figuran los convertidores de par y la transformación de potencia, como por ejemplo la transmisión diésel-eléctrica y las máquinas hidráulicas. También existen configuraciones híbridas como las transmisiones automáticas utilizadas en automoción, que emplean un sistema de válvulas para cambiar de marcha variando la presión de un fluido en respuesta a las revoluciones del motor, la velocidad del vehículo y la apertura del acelerador.

## Transmisiones simples y de relaciones múltiples

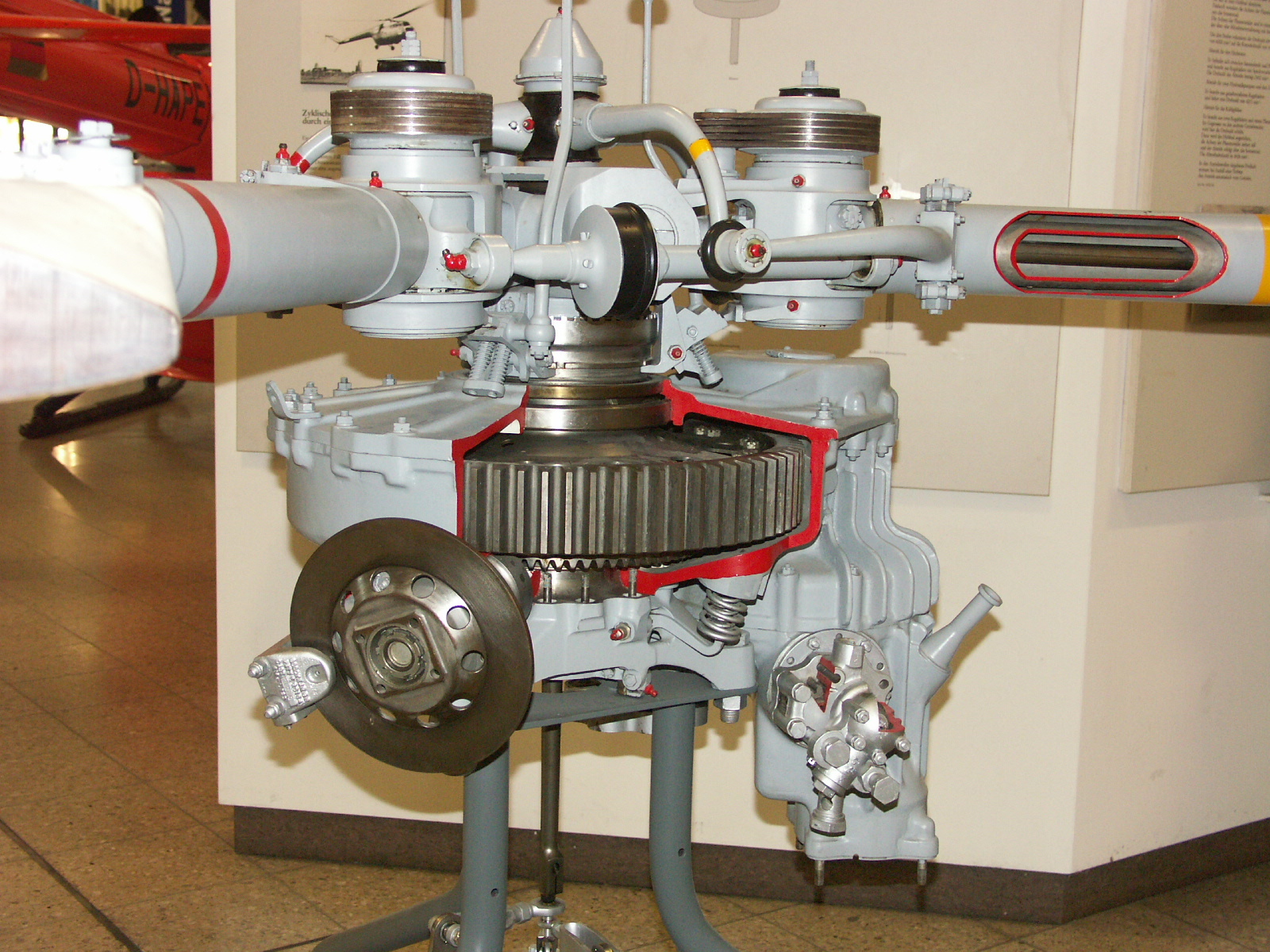
Caja de engranajes principal y rotor de un helicóptero Bristol Sycamore

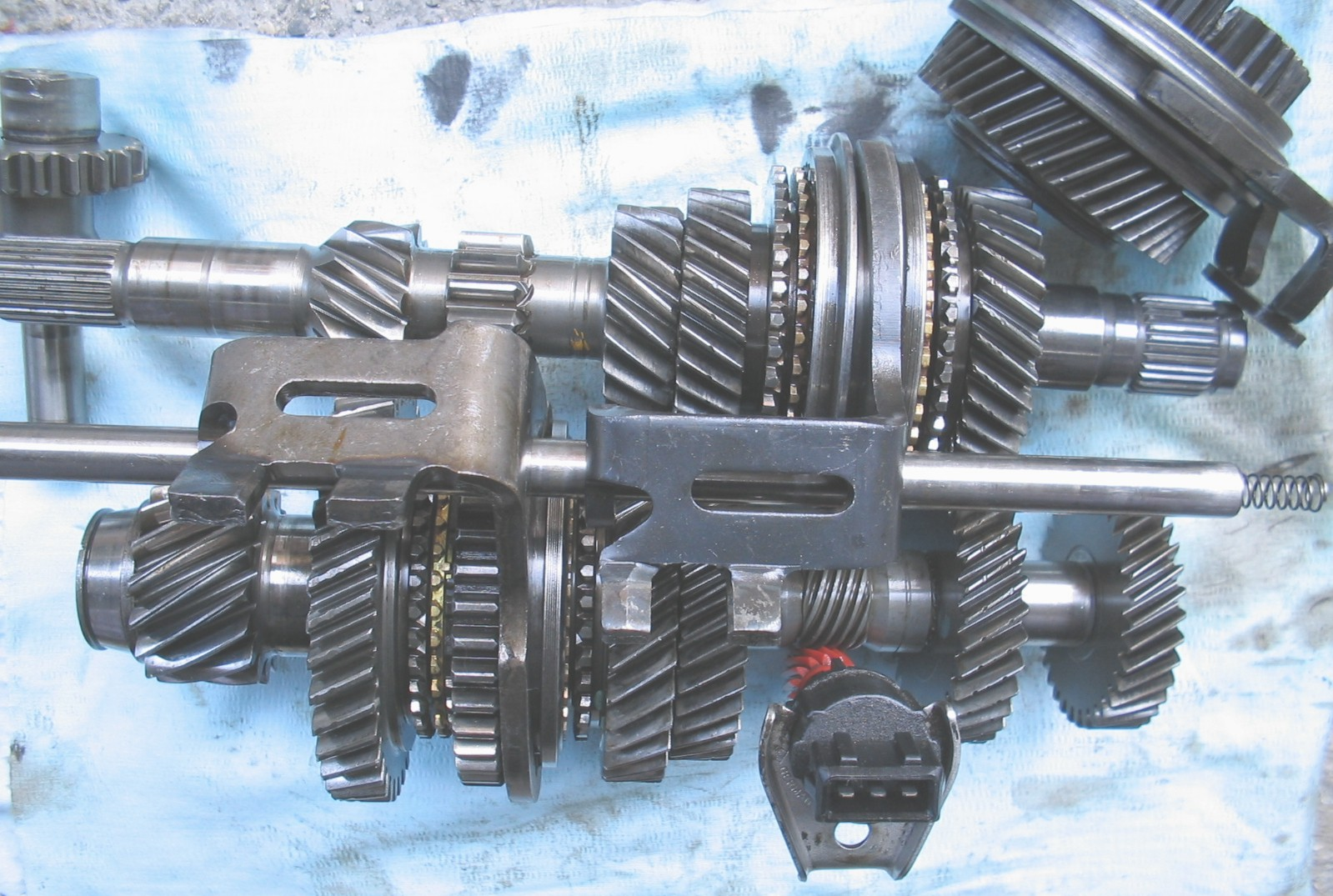
Engranajes de una caja de cambios de cinco velocidades + marcha atrás del Volkswagen Golf 1600 (2009)

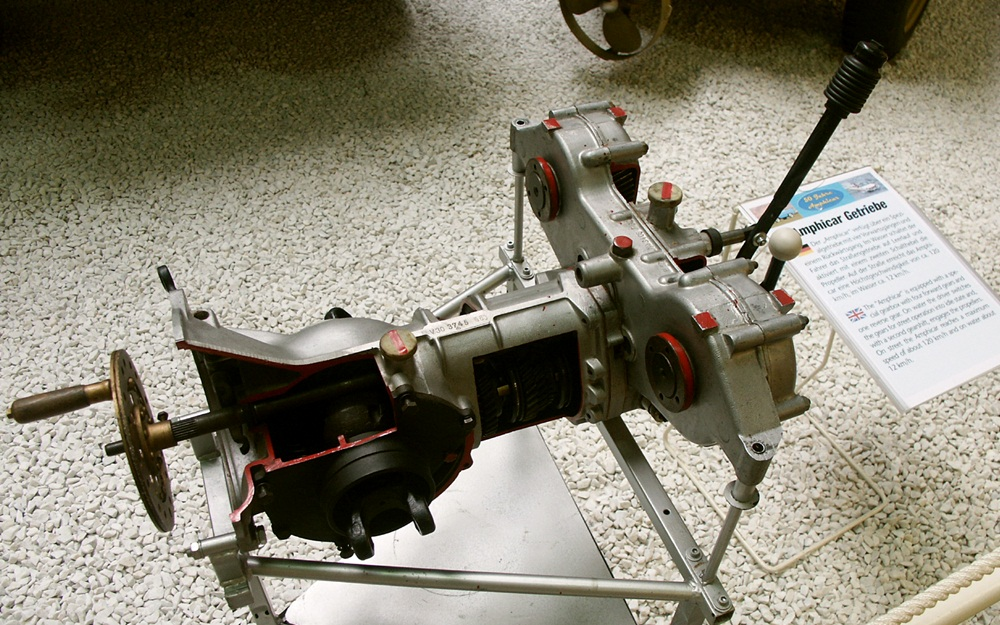
Caja de cambios seccionada de un Amphicar, con la transmisión opcional de la hélice

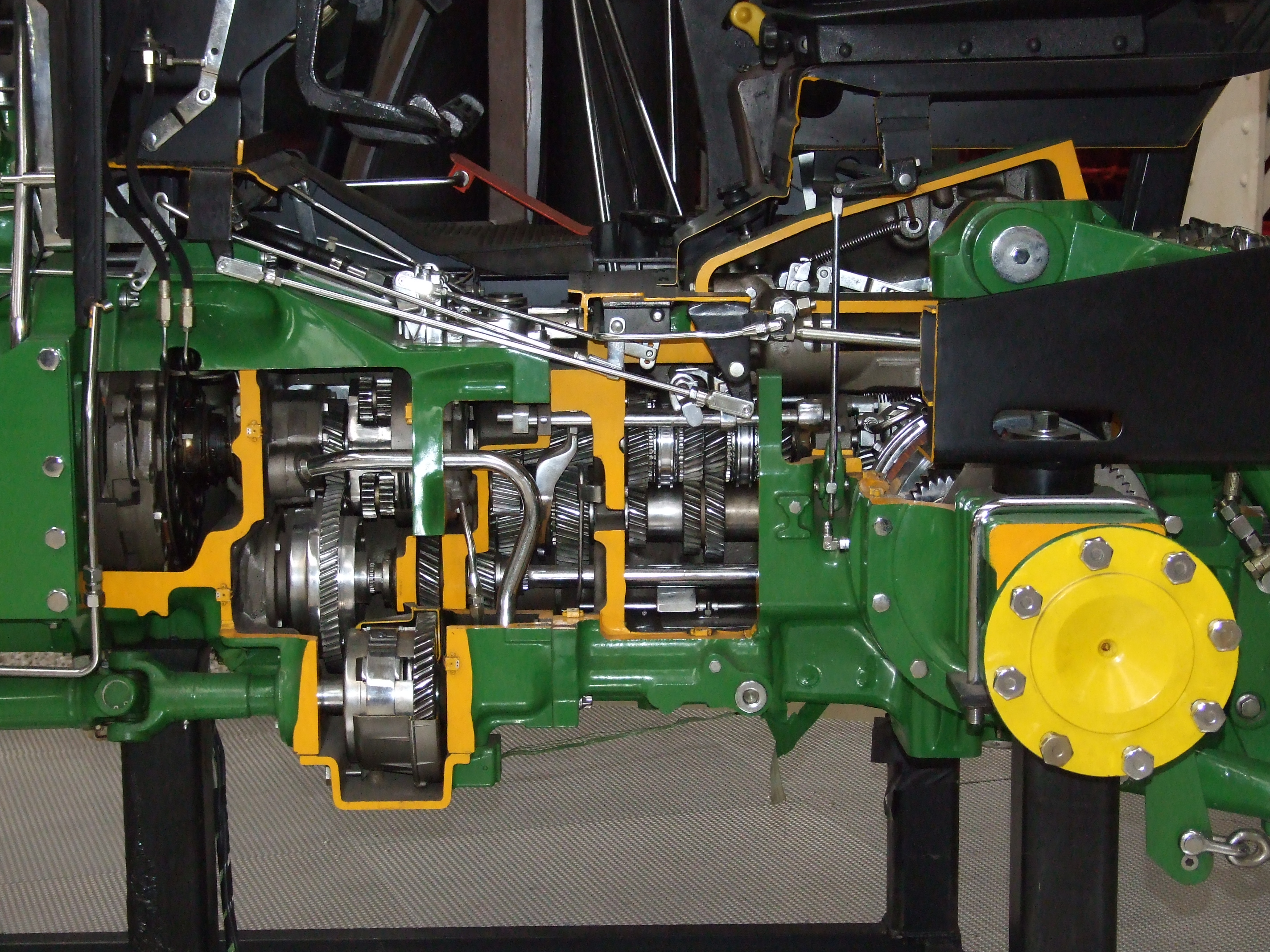
Tansmisión de un tractor con 16 marchas hacia adelante y 8 hacia atrás

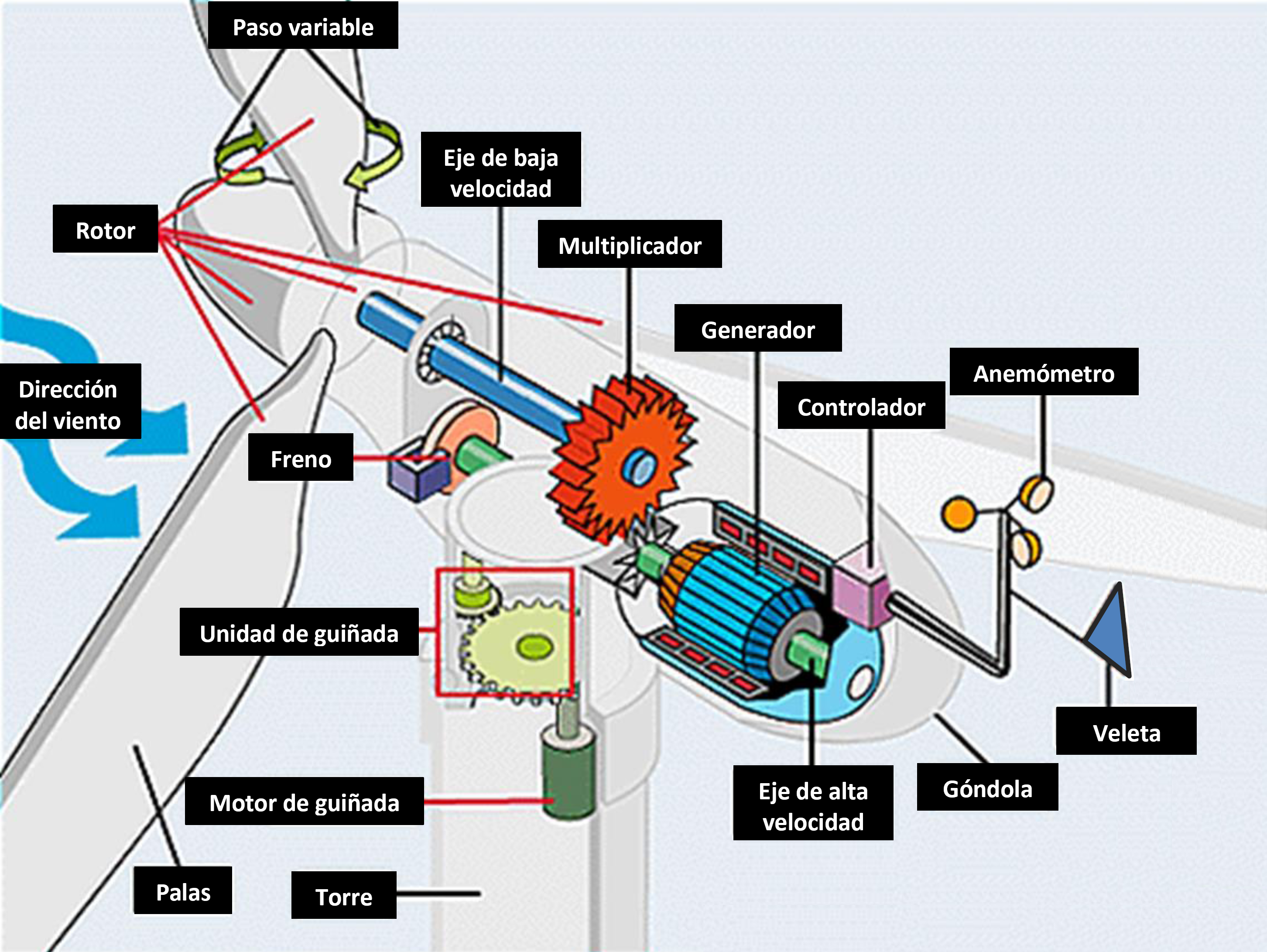
Esquema de un aerogenerador, con su sistema de transmisión con multiplicador

Las transmisiones simples, a menudo denominadas reductores porque aminoran la velocidad de giro (aunque en ocasiones están diseñadas para aumentarla), a veces incluyen un cambio de dirección del eje de giro en ángulo recto (como por ejemplo, es habitual en los helicópteros, véase la imagen). Se utilizan a menudo en equipos agrícolas, donde un motor principal sirve de toma de fuerza horizontal para distintos sistemas accionados por ejes verticales, como los dispositivos de corte de las segadoras, los mecanismos para esparcir semillas o abonos, o los tornillos sin fin que permiten cargar el grano en silos o camiones. Los equipos más complejos, como las cosechadoras y los quitanieves, tienen accionamientos con salidas en más de una dirección. También los helicópteros usan una caja de cambios de par dividido, donde la potencia se toma del motor en dos direcciones distintas para el rotor principal y el secundario.
La caja de cambios en un aerogenerador convierte la rotación lenta y de alto par de la turbina en una rotación mucho más rápida del generador eléctrico. Son mucho más grandes y más complicadas que las cajas de cambios en los equipos agrícolas. Pesan varias toneladas y por lo general contienen tres etapas para lograr una relación de transmisión general de 40:1 a más de 100:1, dependiendo del tamaño de las aspas del molino. Los molinos más grandes tienen que girar más lentamente, pero todos los generadores tienen que girar a velocidades similares de varios miles de rpm. La primera etapa de la caja de cambios suele ser un engranaje planetario, dada su compacidad y capacidad para distribuir el enorme par de la turbina sobre un número mayor de dientes del eje de baja velocidad. La durabilidad de estas cajas de cambios ha sido un problema grave durante mucho tiempo.
Por el contrario, las transmisiones de relaciones múltiples surgieron en aplicaciones que requieren la disponibilidad de distintas reducciones de velocidad, necesarias especialmente en el caso de los vehículos con el fin de regular la entrega del par de un motor de combustión interna, muy diferente cuando debe arrancar y cuando funciona a pleno rendimiento. Para ello, se dispone de cajas de cambios, unos dispositivos que permiten variar la relación entre las vueltas que da el motor y las que dan las ruedas del vehículo (estas relaciones se denominan "marchas"). Así, en el arranque, cuando las ruedas deben girar muy despacio, una caja de cambios mecánica permite que un engranaje pequeño impulsado por el motor se acople con un engranaje de mayor diámetro conectado con las ruedas, de forma que estas giren mucho más despacio que el motor (lo que se conoce como la primera marcha). En cambio, una vez que el vehículo está lanzado, la velocidad de giro del motor y de las ruedas es la misma, y se puede conectar directamente el cigüeñal del motor con las ruedas (lo que habitualmente se conoce como cuarta marcha o directa).
Desde los orígenes a finales del siglo XIX del automóvil equipado con motor de explosión, se han desarrollado distintos tipos de sistemas de relaciones múltiples, como las transmisiones manuales (totalmente mecánicas, en las que el conductor debe elegir por sí mismo la relación de cambio más adecuada en cada momento) y las transmisiones automáticas (equipadas con un convertidor de par hidráulico y engranajes epicicloidales, en las que un sistema electromecánico o electrónico selecciona en cada momento de forma autónoma la relación de cambio más adecuada en función del régimen del motor y del estado del pedal del acelerador). La aparición de las transmisiones semiautomáticas (basadas en cajas de cambios mecánicas, pero con accionamiento del cambio de marcha asistido) y de la transmisión variable continua (con un mecanismo por correas que permite ajustar puntualmente la relación de cambio), ha permitido difuminar la diferencia de cara al usuario existente entre las cajas de cambios manuales (cuyo funcionamiento es posible "automatizar") y las cajas de cambios automáticas clásicas, aunque internamente sus principios de funcionamiento sean muy diferentes.
Además de la transmisión ordinaria equipada con engranajes, también son habituales los equipos de transmisión hidrostática y los sistemas eléctricos de velocidad ajustable.

## Tipos de transmisiones

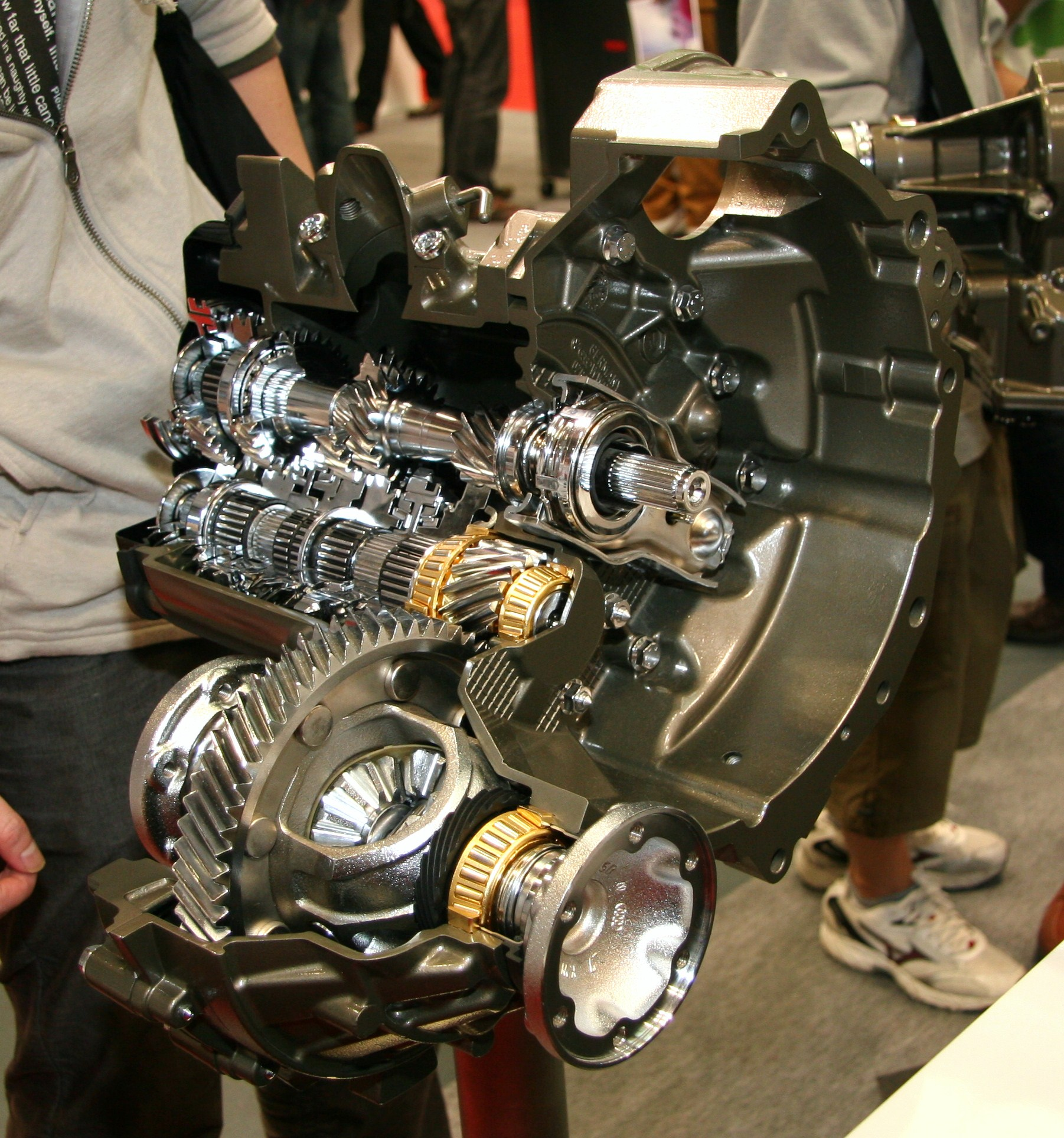
Transmisión manual con tracción delantera, que muestra la caja de cambios y la transmisión final incorporadas en la misma carcasa

Entre las formas más habituales de transmisión están:
- Barras en mecanismos articulados, como el mecanismo de biela-manivela clásicos de las locomotoras de vapor o los sistemas de varillaje.[25]
- Cables, la mayoría de estos únicamente funcionan a tracción, aunque hay cables especiales para transmitir otro tipo de esfuerzos como los cables de torsión o las sirgas.
- Cadena de transmisión.
- Correas o bandas de transmisión.
- Engranajes, característicos de las cajas de cambios
- Ruedas de fricción, que transmiten movimiento perimetral, como las ruedas de un vehículo.
- Discos de fricción, que transmiten movimiento axial, como un disco de embrague.
- Chavetas y ejes nervados.
- Juntas cardán y juntas homocinéticas.
- Árbol de levas.
- Poleas.[26]

## Vehículos motorizados

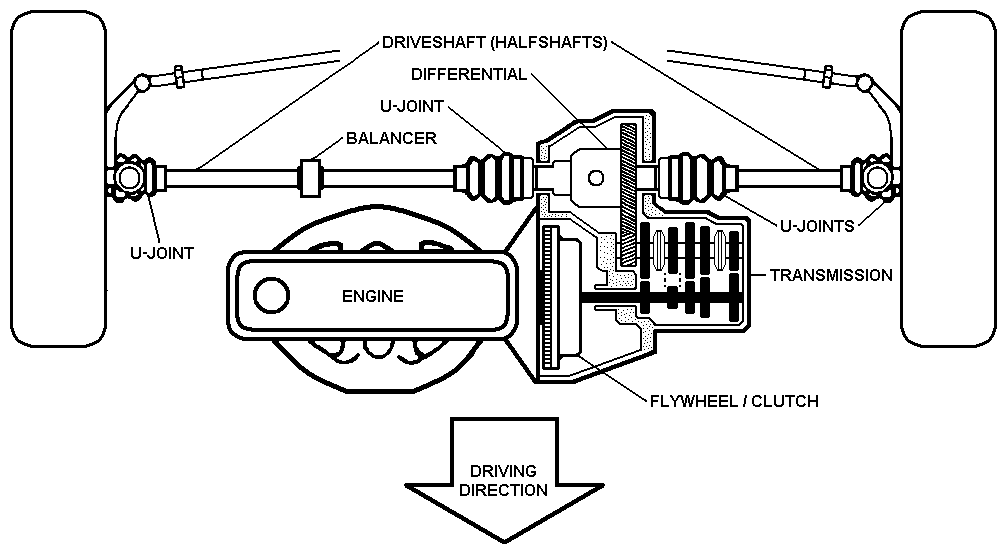
Motor y tren motriz de un automóvil de tracción delantera con motor transversal

El tren motriz (o tren motor) de un vehículo motorizado es el conjunto de componentes mecánicos que confieren potencia a las ruedas motrices. Este conjunto no incluye el motor que genera la energía. Por el contrario, se considera que el sistema de propulsión incluye tanto el motor como el tren motriz.
En los vehículos automóviles, la transmisión generalmente está conectada al cigüeñal del motor a través de una polea, un embrague de fricción o un acoplamiento hidráulico, en parte porque los motores de combustión interna no pueden funcionar por debajo de una velocidad de giro mínima dada (denominada ralentí) sin detenerse por completo. La salida de la transmisión se transmite a través del eje de transmisión a uno o más diferenciales, que a su vez accionan las ruedas. Aunque un diferencial también puede incluir un sistema de engranajes reductor, su propósito principal es permitir que las ruedas de un eje giren a diferentes velocidades a medida que cambia la dirección del vehículo (algo esencial para evitar el deslizamiento de las ruedas en las curvas).

### Funcionamiento

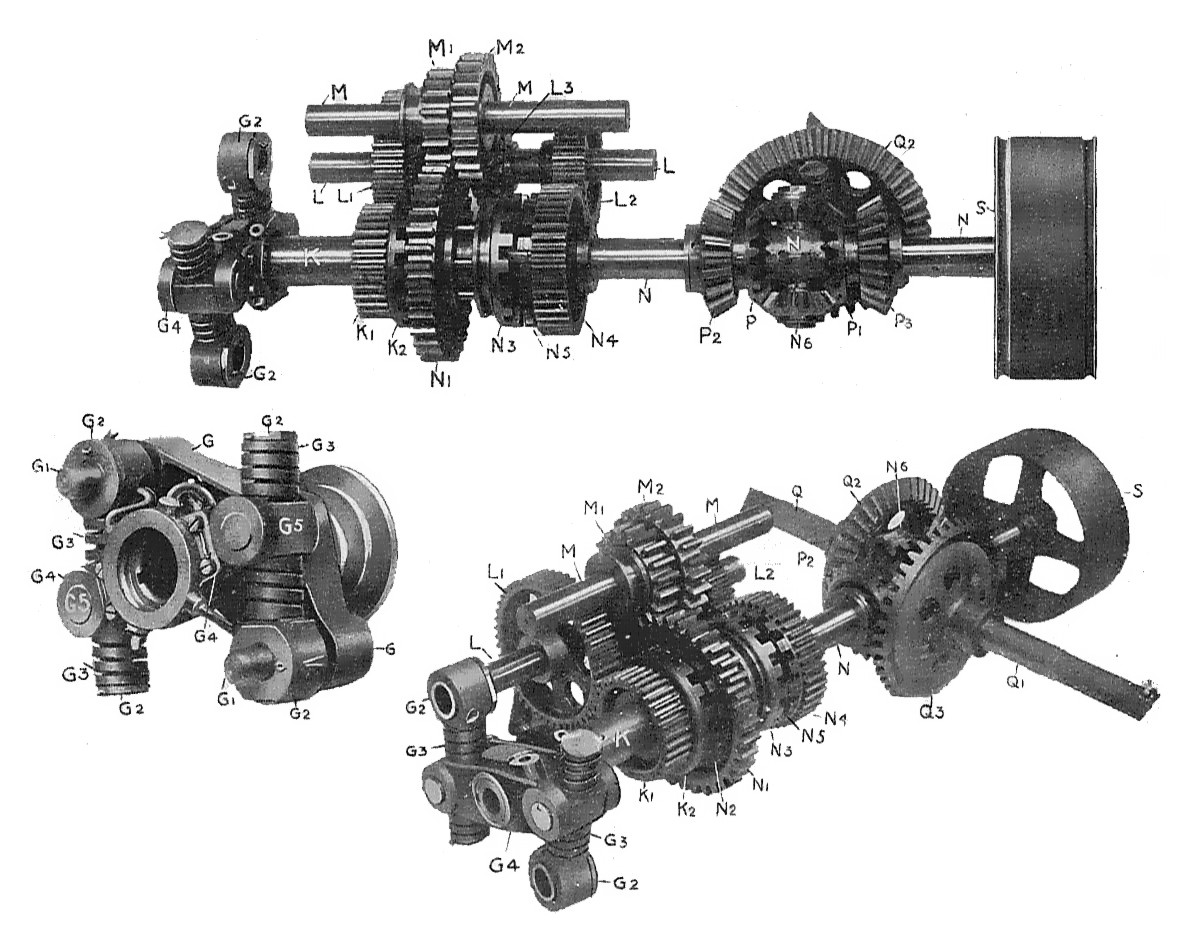
Despiece de la caja de cambios de un automóvil Albion (hacia 1910)

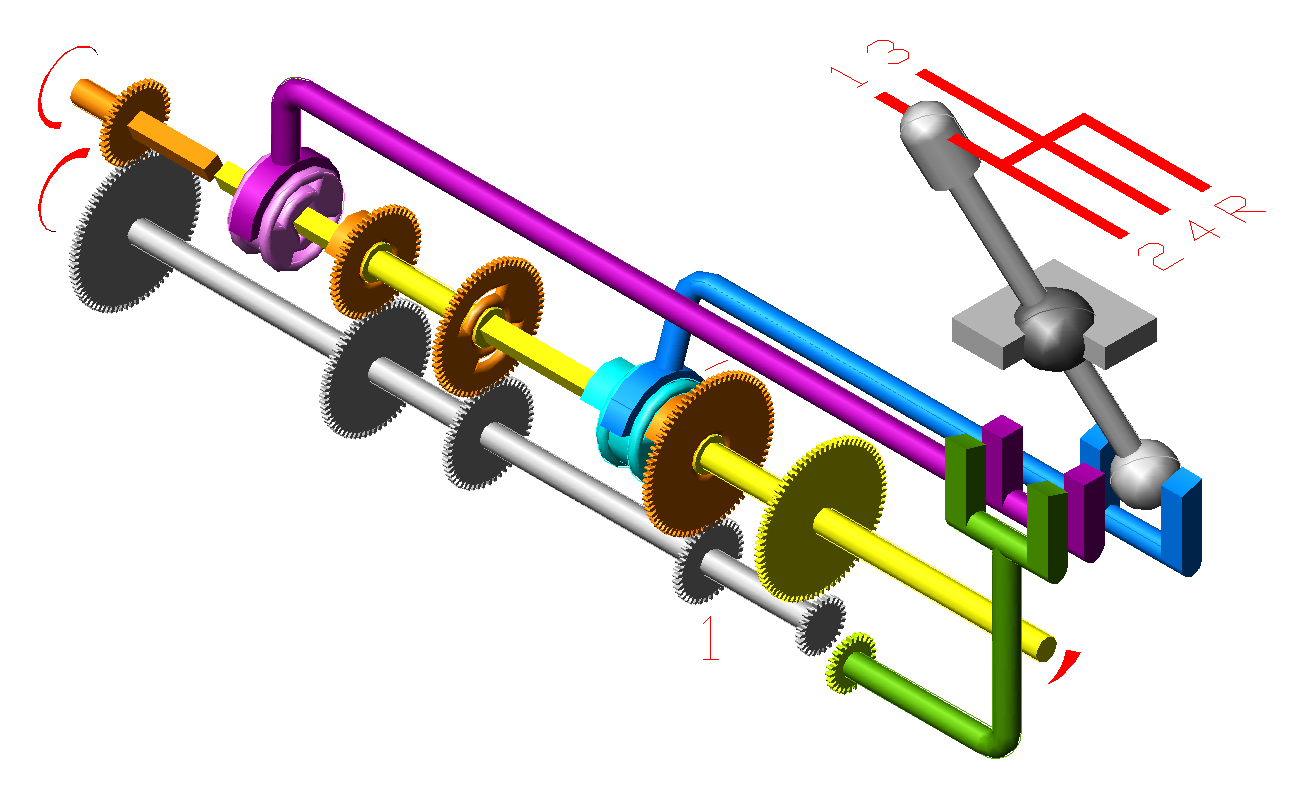
Esquema de una caja de cambios manual con la primera marcha engranada

La función del tren motriz es acoplar el motor que produce la potencia a las ruedas motrices que utilizan esta potencia mecánica para rotar el eje. Esta conexión implica unir físicamente los dos componentes, que pueden estar en los extremos opuestos del vehículo y, por lo tanto, requieren un eje de transmisión largo. La velocidad de funcionamiento del motor y las ruedas también son diferentes y deben coincidir con la relación de transmisión correcta. A medida que cambia la velocidad del vehículo, la velocidad ideal del motor debe permanecer aproximadamente constante para una operación eficiente y, por lo tanto, esta relación de la caja de cambios también debe cambiarse, ya sea manualmente, automáticamente o mediante una variación continua automática.
En función de la forma en que se selecciona la relación de cambio entre el régimen de giro del motor y de las ruedas, existen cuatro tipos fundamentales de transmisiones utilizadas en automoción:
- Transmisión manual: el conductor debe manejar en combinación con el embrague una caja de cambios con un número determinado de marchas, en función del diseño de su sistema de engranajes. Los primeros modelos no estaban sincronizados (es decir, para cambiar de marcha, el conductor debía ajustar la velocidad del motor y de las ruedas realizando una combinación de pedales denominada doble embrague), pero posteriormente se logró la sincronización entre ruedas y motor al pisar el embrague, y por último se desarrolló la caja de cambios de doble embrague (que reduce la pérdida de potencia al cambiar de marcha, al minimizar el tiempo en el que las ruedas quedan sin tracción al accionar el cambio).
- Transmisión semiautomática: utiliza cajas de cambio de engranajes iguales a las de una transmisión manual, pero el accionamiento del embrague y/o el de la propia caja de cambios, se realizan de forma asistida mediante una serie de servomecanismos cuando el conductor pulsa un botón o desplaza la palanca de cambios. Suele carecer del pedal del embrague.
- Transmisión variable continua: dispone de un sistema de poleas troncocónicas y de correas de transmisión que permiten ajustar automáticamente la relación de cambio en respuesta a la marcha del vehículo y a la presión ejercida sobre el acelerador. Carecen de palanca de cambios y de pedal de embrague.
- Transmisión automática: se caracteriza por utilizar un convertidor de par hidráulico que reemplaza al embrague, y porque los engranajes de la caja de cambios manual son sustituidos por un sistema epicicloidal. Como en el caso de la transmisión variable continua, el conductor no tiene más que ocuparse de regular la marcha deseada del vehículo utilizando los pedales del acelerador y del freno, y la gestión de la relación de cambio más adecuada es realizada de forma autónoma electromecánicamente o electrónicamente. Carece de pedal del embrague, y la palanca de cambios se usa solamente para dejar estacionado el vehículo, para ponerlo en marcha, para ir marcha atrás o para seleccionar el tipo de conducción deseado.

Diseños como la transmisión robotizada (una transmisión convencional semiautomática, que puede ser completamente gestionada por una centralita electrónica) hacen que la diferencia práctica del uso entre las transmisiones manuales más avanzadas y las transmisiones automáticas prácticamente haya desaparecido.

### Componentes
Algunos ejemplos:

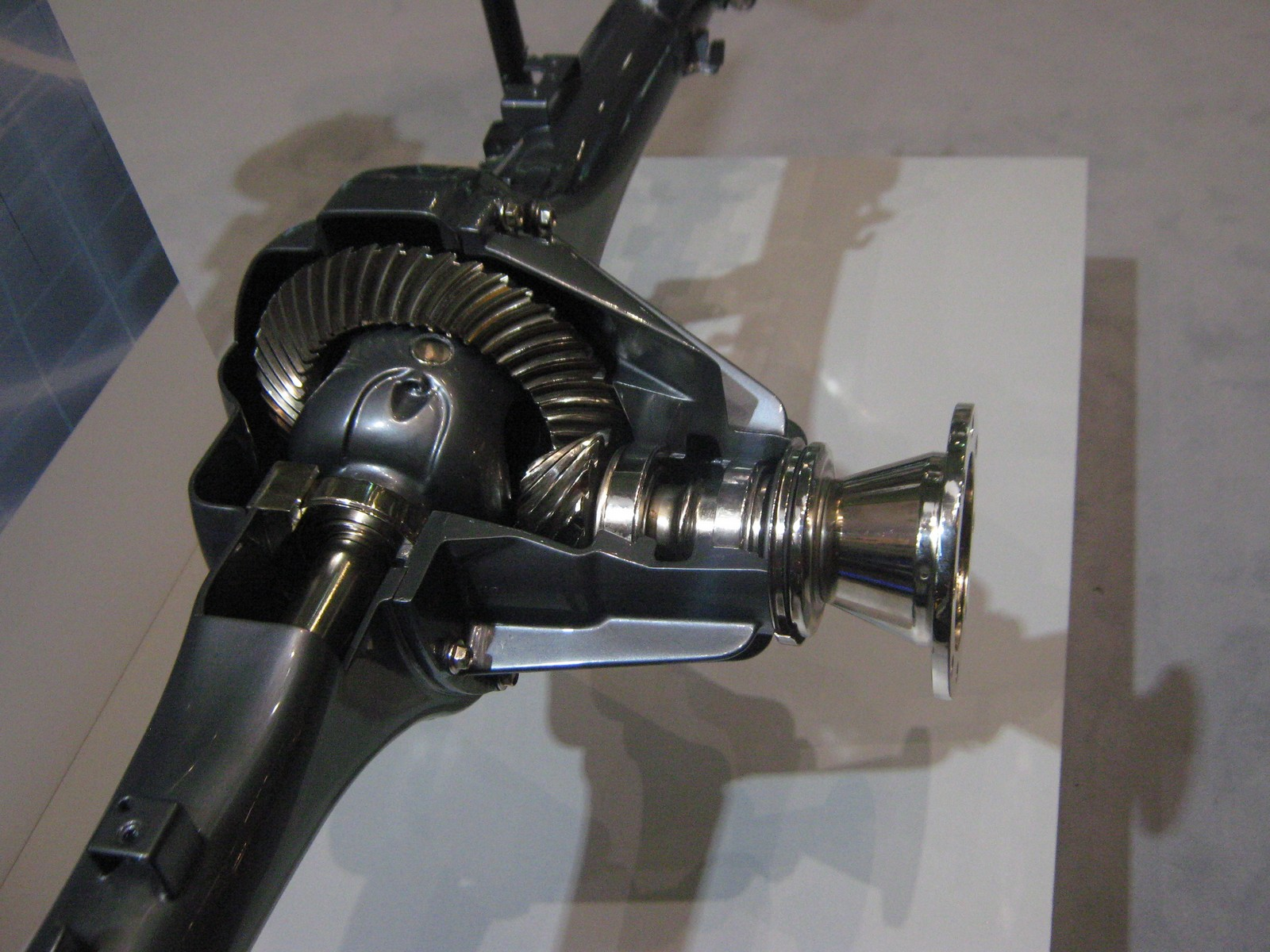
Eje trasero con transmisión final de engranaje cónico hipoide

Los componentes precisos del tren de transmisión varían según el tipo de vehículo: 

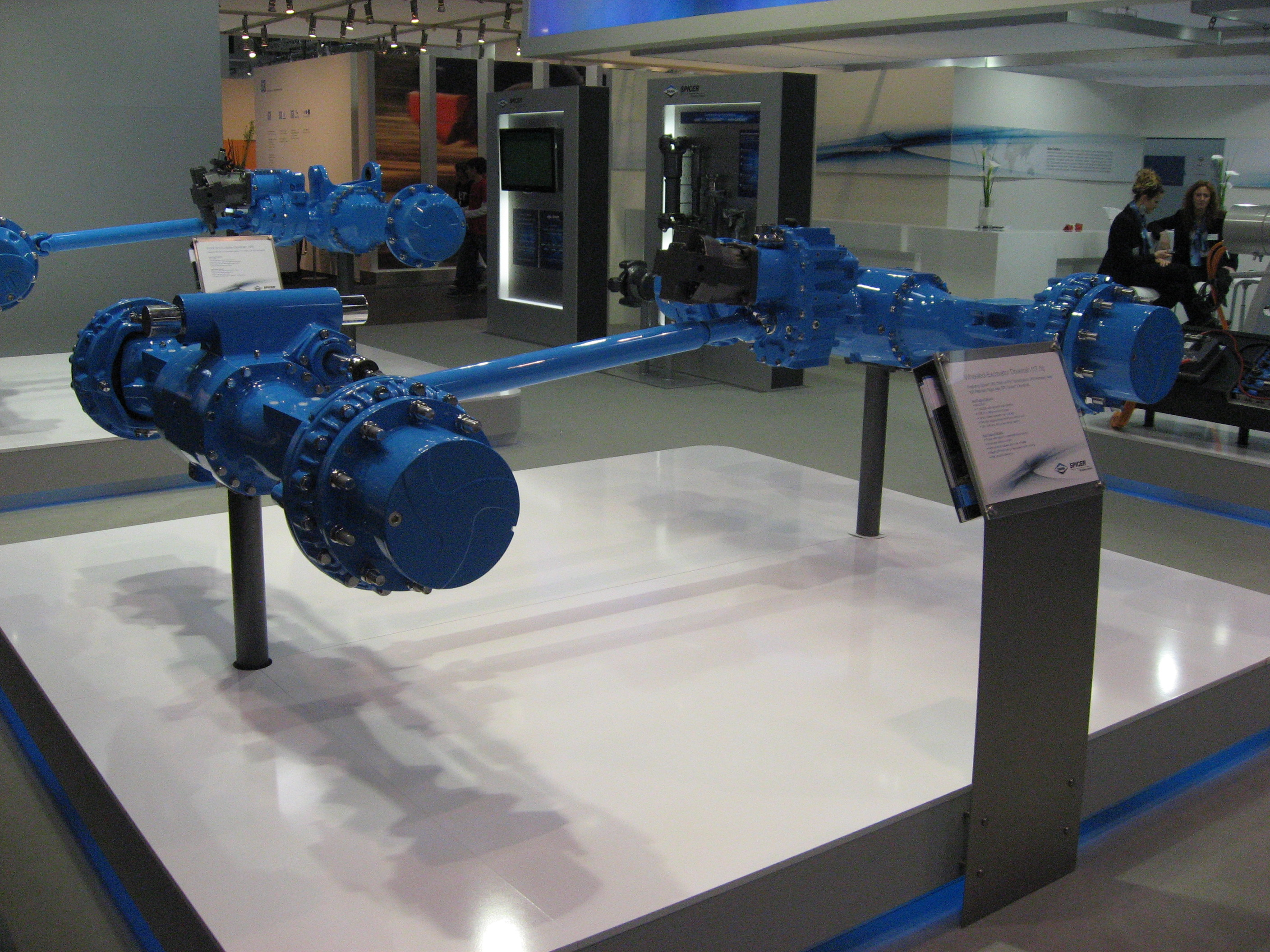
Transmisión de vehículos de construcción, con tracción total permanente

Automóvil de transmisión manual
- Volante de inercia
  - Volante de doble masa
- Embrague
- Caja de cambios
  - Superdirecta
- Árbol de transmisión
- Eje posterior
  - Sistema de propulsión
  - Diferencial

Automóvil de transmisión automática
- Convertidor de par
- Caja de cambios
- Árbol de transmisión
- Eje posterior 
  - Diferencial

Automóvil de tracción delantera
- Embrague
- Transeje
  - Caja de cambios
  - Sistema de propulsión
  - Diferencial
  - Ejes de transmisión y juntas homocinéticas en cada rueda

Vehículo todoterreno con tracción en las cuatro ruedas
- Embrague
- Caja de cambios
- Caja de transferencia
- Freno de transmisión
- Ejes de transmisión, delantero y trasero
- Ejes delantero y trasero 
  - Sistema de propulsión
  - Diferencial de deslizamiento limitado
  - Eje pórtico